# 臺灣管鼻蝠
臺灣管鼻蝠（学名：Murina puta），又名管鼻蝠，为蝙蝠科管鼻蝠屬下的一个种，是台灣的特有物种。该物种的模式产地分布于台灣本島。

## 扩展阅读
- 維基物種上的相關：臺灣管鼻蝠
- Murina puta (Taiwanese Tube-nosed Bat, Taiwan Tube-nosed Bat)